# John Peter Russell

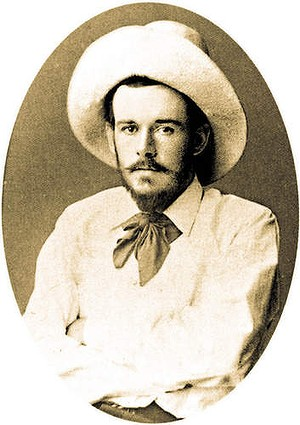
John Peter Russell, ca. 1888

John Peter Russell (Darlinghurst, Sydney, 16 juni 1858 - Sydney, 22 april 1930) was een Australisch impressionistisch schilder. Hij werd zeer gewaardeerd door zijn collega-kunstenaars als Vincent van Gogh, Claude Monet en Henri Matisse, die hij inspireerde. Russell bereikte nooit wereldwijde erkenning en wordt daarom de "lost impressionist" genoemd. Dit kan te wijten zijn aan het feit dat Russell zijn werk niet voor het publiek toegankelijk tentoonstelde. Russell was zeer rijk, met zijn kunst behoefde hij niet in zijn levensonderhoud te voorzien.

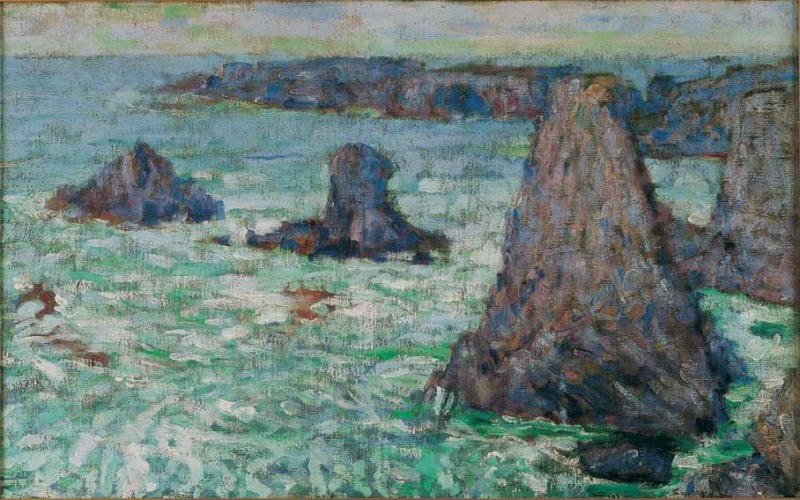
Les Aiguilles, 1890, Queensland Art Gallery

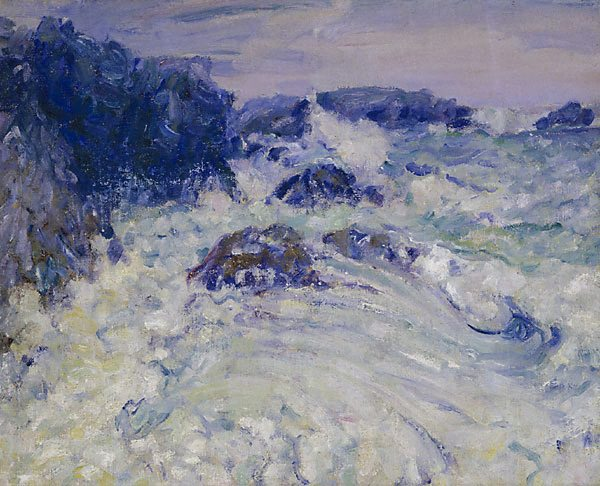
Rough Sea, Morestil, um 1900, Art Gallery of New South Wales, Sydney

## Weblinks
- (de) artnet - John Peter Russell
- (en) arts today - John Peter Russell – The Lost Impressionist

- Auckland Art Gallery Toi o Tāmaki: 2022
- Australian Dictionary of Biography: russell-john-peter-8302
- Art Gallery of South Australia: 3573
- Bibliothèque nationale de France: cb12483482s (data)
- Dictionary of Australian Artists: john-peter-russell
- Gemeinsame Normdatei: 11944996X
- Library of Congress Control Number: n96101223
- National Gallery of Victoria: 511
- Nationale bibliotheek van Australië: 35485401
- Nederlandse Thesaurus van Auteursnamen: 071090797
- RKD-Nederlands Instituut voor Kunstgeschiedenis: 68966
- SNAC: w6b85m6q
- Système universitaire de documentation: 034038205
- Trove: 970076
- Union List of Artist Names: 500016249